# Tatra 623
Tatra 623 byl dvoumístný automobil s motorem vzadu, vyvinutý pro rychlou asistenci na závodech i v běžném provozu. Nejprve vznikala přestavbou vozidel Tatra 613-2 záchranářskou organizací AMK Narex (od 1992 Narimex). Tatra k této přestavbě připravila základní dokumentaci a nechala vůz 623 schválit, přestavby poté probíhaly v servisu Tatry a většinou ve spolupráci s Narexem nebo Kovoslužbou. V roce 1984 již AMK Narex disponoval šesti těmito vozy. 
U motoru z Tatry 613-2 se navýšil objem ze 3,5 l na 3,8 l, čímž se navýšil výkon. Vozy se nadále přestavovaly pro požární útvary a asistenční služby, dnes již jsou z naprosté většiny nahrazeny novými, většinou vozy Škoda Octavia.
V roce 1986 se tým zúčastnil se svými osmi T623 prvního závodu F1 v Grand Prix Maďarska k zabezpečení asistence. Komisař FISA poté prohlásil, že jde o jeden ze tří nejlepších týmů na světě. Poslední GP Maďarska, kterého se T623 zúčastnily, byl v roce 1995.
Nejméně dva vozy označené jako „R“ z Tatry Kopřivnice, byly odlehčeny (hliníková karosérie, plastová okna), dostaly 4litrový motor s výkonem 300 koní a dosahovaly rychlosti až 250 km/h. Z této verze byl poté odvozený super-sport MTX Tatra V8.
„Tatra 624” měla díky zvýšenému zadnímu prostoru nad motorem více vnitřního prostoru pro zdravotnický materiál. Uvnitř byl dostatečný prostor pro nosítka i zdravotníka, který tak mohl ošetřovat už během převozu. Přestavba probíhala v Pražské Avii a vnitřní zařízení připravovali členové AMK Narex.